# Antoine Victor Augustin d'Auberjon
Antoine Victor Augustin d'Auberjon, comte de Murinais, né le 27 août 1731 à Murinais (Isère) et mort le 3 décembre 1798 à Sinnamary, est un général et homme politique français.

## Biographie
Antoine Victor Augustin d'Auberjon est le fils de Pierre Joseph d'Auberjon, marquis de Murinais, seigneur de La Balme et de Bonrepos, lieutenant-colonel du régiment de Sales et chevalier de l'ordre de Saint-Louis, et de Louise Geneviève Savary de Brèves. Son fils, Pierre Victor d'Auberjon de Murinais, marié à Marguerite Aglaé de Beaufort de Grandcourt, d'une famille de Provins, sera officier supérieur des gardes du corps de Louis XVIII et Charles X. Il est l'oncle de Guy Joseph François Thimoléon d'Auberjon de Murinais, député aux États généraux de 1789.
Antoine Victor Augustin d'Auberjon est d'abord présenté de minorité dans l'ordre de Saint-Jean de Jérusalem en 1743 sans faire ses caravanes, et en 1759, il devient cornette au régiment des chevau-légers de Berry. Le 9 février 1760, il passe enseigne aux gendarmes de Bourgogne, aide-major le 29 février, et major en second le 8 juin 1764.
En 1766, il est nommé colonel du régiment du Dauphin, et il est fait brigadier de dragons le 3 janvier 1770. Le 1er mars 1780, il est promu maréchal de camp.
Il est élu, le 21 germinal an V, au Conseil des Anciens et se range parmi les membres les plus actifs des clichyens.
Il meurt en déportation au bagne de Sinnamary en Guyane, après avoir été arrêté à la suite du coup d'État du 18 fructidor an V.